# Josefa Dávila
María Josefa Benita Dávila Ortega (20 de enero de 1801 – 22 de enero de 1844) fue la esposa del duodécimo Presidente de los Estados Unidos Mexicanos, general de División Valentín Canalizo; fungió como primera dama de México durante algunos meses entre los años de 1843 y 1844.

## Biografía
Nació en Tlaxcala el martes 20 de enero de 1801, hija de José Manuel Dávila y Teresa Ortega. El 30 de noviembre de 1826 contrajo matrimonio en el Sagrario Metropolitano de Puebla con Valentín Canalizo, unión de la cual nació Antonio (1828-1893) y Vicente Leocadio Canalizo Dávila (1832).
Josefa estuvo al lado de su esposo en sus éxitos y fracasos; lo acompañó a la capital cuando éste tomó posesión como Presidente Sustituto (1843-44). A los pocos meses de que Canalizo asumiera su primer periodo como Jefe del Ejecutivo y ella como primera dama, Josefa enfermó de gravedad y falleció en su residencia particular de la calle de Montealegre el 22 de enero de 1844. Su cadáver fue trasladado a Palacio Nacional, donde la gente acudió a darle el último adiós. Luego una comitiva, presidida por su esposo, trasladó el féretro al panteón de Los Ángeles. Como esposa del presidente en funciones, fue enterrada con gran pompa. Apenas dos días antes de su muerte, Josefa acababa de cumplir los cuarenta y tres años de edad. Su muerte fue un duro golpe para Canalizo, quien nunca volvería a contraer matrimonio, quien le sobrevivió dieciséis años.